# L'incantesimo del piacere
L'incantesimo del piacere (Fascination) è un film muto del 1922 diretto da Robert Z. Leonard. Il soggetto e la sceneggiatura si devono a Edmund Goulding che di lì a poco, nel 1925, esordirà nella regia, iniziando una carriera di grande successo.

## Trama
Dolores de Lisa, un'impulsiva ragazza americana, vive con la zia in Spagna. Un giorno, durante le celebrazioni per la Pasqua, Dolores si traveste per andare alla corrida dove resta affascinata da Carrita, il torero. Il conte de Morera si offre allora di presentarglielo se lei accetterà di partecipare a un ricevimento a casa sua. Durante il party, Dolores si esibisce nella "danza del toro", conquistando il matador. Intanto alla zia giunge la notizia che stanno arrivando dagli Stati Uniti il padre, il fratello e il fidanzato di Dolores.
Il signor de Lisa ritrova la figlia insieme a Parola, una ballerina, che tenta di ricattarlo raccontando a Dolores che lui è il padre di Carrita. Quest'ultimo, per vendicarsi, sfodera il coltello ma a restare colpita, anche se non mortalmente, è Dolores. Parola, allora, confessa la sua menzogna. La ragazza, intanto, è rinsavita e chiede al fidanzato di riportarla in patria dove vuole che lui l'aiuti a dimenticare la sua pericolosa passione per l'esotico.

## Produzione
Il film fu prodotto da Robert Z. Leonard per la Tiffany Productions, la compagnia che aveva fondato insieme alla moglie Mae Murray, protagonista del film.	

## Distribuzione
Il copyright del film, richiesto dalla Tiffany Productions, fu registrato il 12 aprile 1922 con il numero LP17758
Distribuito nel circuito Metro Pictures Corporation, il film uscì nelle sale cinematografiche statunitensi il 10 aprile 1922. Fu distribuito anche in Turchia nel 1924 con il titolo Teshir e in Finlandia, dove uscì il 4 gennaio 1925.

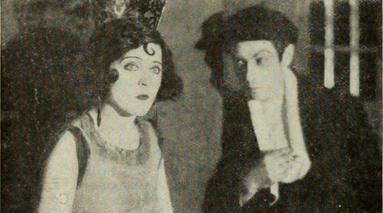
Mae Murray e Creighton Hale

### Censura
Per la versione da distribuire in Italia, la censura italiana apportò le seguenti modifiche:
- Vennero eliminate tutte le scene rappresentanti tipici ambienti di mala vita con le analoghe manifestazioni, come, per esempio, il lancio del coltello contro l'apache fatto da Carrita, ecc.
- Vennero eliminate tutte le scene brutali e ripugnanti della situazione in cui vengono rispettivamente a trovarsi i protagonisti: Parola, Carrita, Edoardo e Dora De Lisa, dopo che Parola ha dichiarato che Carrita è figlio di Edoardo e fratello di Dora.
- Vennero eliminate le scene in cui Parola cerca di ricattare il ricco Edoardo De Lisa, e, visto andare a vuoto il tentativo, arma la mano di Carrita contro il De Lisa facendogli credere che costui sia suo padre, quelle che si svolgono fra Carrita e il suo presunto padre, la lotta fra Dora e l'apache che vorrebbe usarle violenza, nonché l'intervento di Dora nella lotta fra il padre e Carrita.[3]